# 中原镇 (安康市)
中原镇，是中华人民共和国陕西省安康市汉滨区下辖的一个乡镇级行政单位。

## 行政区划
中原镇下辖以下地区：
联合村、卫星村、团结村、花庙村、上游村、双湾村、棕溪村、西鹞村、骆驼村、牛背村、磨沟村、红专村、蚂蝗村、麻庙村、高涧村、楼房村、马坪村、杨柳村、拐枣坪村、屈家沟村、丁家庄村、黄金庙村、小贯村、乌沟村、泉水磨村和东沟口村。